# Astyanax maculisquamis
Astyanax maculisquamis é uma espécie de peixe caracídeo, pertencente ao gênero Astyanax. É endêmica ao Brasil, ocorrendo no estado de Mato Grosso.